# Bobrowyj Kut
Bobrowyj Kut (ukr. Бобровий Кут) – wieś na Ukrainie, w obwodzie chersońskim, w rejonie berysławskim. W 2001 liczyła 605 mieszkańców, spośród których 575 posługiwało się językiem ukraińskim, 14 rosyjskim, a 16 białoruskim.

## Urodzeni
- Arkadi Waispapir